# Якоб Струве
Якоб Струве (нім. Jakob Struve; 21 листопада 1755 — 2 квітня 1841) — німецький математик, засновник наукової династії Струве, батько астронома Василя Яковича Струве.

## Біографія
Якоб Струве народився в 1755 році в Горсті в Гольштейні. Він був наймолодшим із чотирьох дітей Йоганна Струве (1710 — 20 лютого 1778) і Абель Стрювен (23 листопада 1719 — 18 листопада 1762). Змалку йому доводилося працювати в полі, але він також брав уроки латини, німецької, англійської та математики, яка йому найбільше подобалася. З 1771 по 1775 рік він навчався у середній школі Крістіанеум в Альтоні, яка тоді належала одночасно до Данії та Німеччини. Починаючи з 1775 року, він вступив до Геттінгенського університету (деякі джерела стверджують, що він навчався в Кільському університеті) і відвідував лекції з математики (нім.), які дуже подобались і самому Струве, і іншим студентам. У 1780 році за сприяння одного зі своїх учителів, Крістіана Ґоттлоба Гайне, Струве отримав посаду заступника директора в латинській школі в Ганновері. У 1783 році він став директором школи в Бюккебурзі, а з 1784 року обіймав ту ж посаду в Ганновері.
У 1791 році Струве став професором вищої школи Хрістіанеум в Альтоні, яку він колись сам закінчив, а з 1794 року до свого виходу на пенсію в 1827 році був директором школи. Тим часом він продовжив свої дослідження в галузі алгебри, геометрії, теорії ймовірностей і теорії чисел, які базувалися на роботах Кестнера, Леонарда Ейлера та Георга Клюгеля. Його результати були опубліковані між 1800 і 1827 роками у понад 20 статтях. У 1813 році Кільський університет присудив Струве ступінь доктора філософії. Він помер у 1841 році в Альтоні, а його нащадки в багатьох поколіннях досягали визначних наукових результатів і стали колективно відомі як наукова династія Струве.
Ставлення Якоба Струве до життя можна виразити фразою з його листа до сина Фрідріха (Василя Яковича): «Ми, Струве, не можемо жити щасливо без безперервної праці, бо змолоду вчимося, що це найкорисніша і найкраща чеснота людського життя».

## Родина

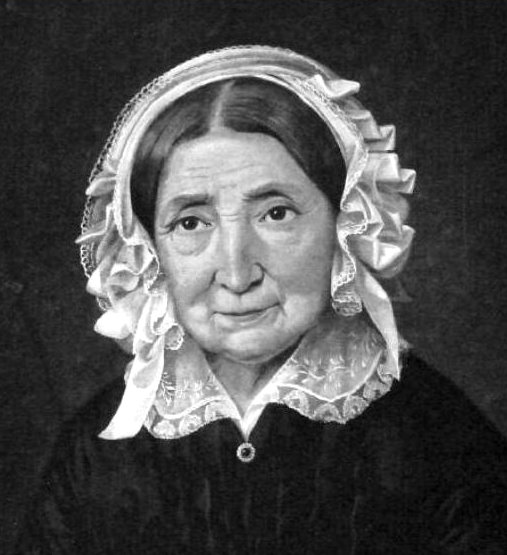
Марія Емерентія Струве

У 1783 році Струве одружився з Марією Емерентією Візе (8 вересня 1764 — 14 липня 1847) з Гамбурга. У них було п'ятеро синів і дві дочки:
- Карл Людвіг Струве (1785—1838)
- Ернст Струве (1786—1822)
- Густав Струве (1788—1829)
- Христина Струве (1791—1853)
- Фрідріх Георг Вільгельм фон Струве (1793—1864), більш відомий під зрусифікованим іменем Василь Якович Струве
- Людвіг Струве (1795—1828)
- Йоганна Струве (1797—1871)

Карл пішов по стопах батька і служив директором школи в Кенігсберзі. Василь Якович став видатним астрономом, заснував Пулковську обсерваторію в Петербурзі й одним із перших виміряв паралакс зір. Людвіг закінчив Кільський університет, здобув ступінь доктора медицини та працював професором анатомії в Дерптському університеті.
Марія Емерентія була дочкою пастора Стінде, який поїхав до Росії капеланом Петра III. Це могло вплинути на подальше розселення частини родини Струве в Російській імперії (переважно в Дерпті, теперішньому Тарту). Зокрема, багато синів Струве покинули Німеччину, ймовірно, щоб уникнути вербування до наполеонівських армій.